# Mongolský národní ústřední archiv
Mongolský národní ústřední archiv (nebo jen Národní ústřední archiv, mongolsky Монгол улсын Үндэсний төв архив, zkráceně Үндэсний Төв Архив) je národní archiv Mongolska. Archiv přímo podléhá generální archivní správě a jejímu řediteli (Архивын ерөнхий газар) a na resortní úrovní pak ministerstvu spravedlnosti a vnitra. Za rok vzniku se zpravidla označuje rok 1927, kdy začala sbírat komise písem a rukopisů rukopisné památky starých dob po mongolském venkově. Odhaduje je se, že v archivu je na 1 260 000 archivních rukopisných jednotlivin (tzv. historický archiv). Vedle toho ale archiv zastřešuje na centrální úrovni archivaci všech dalších modernějších dokumentů (fotografie, filmy, periodické tisky) včetně pravomoci dohledu nad dalšími mongolskými archivy.

## Organizační členění
Do NÚA bylo postupně začleněno několik velkých dílčích archivů
- Historický archiv (Түүхийн баримтын архив), nejstarší část, základ NÚA
- Archiv politické strany a veřejných organizací (Улс төрийн нам, олон нийтийн байгууллагын баримтын архив), v roce 1940 jako archiv Mongolská lidová strana, přejmenován a začleněn roku 2014
- Archiv architektonických kreseb (Зураг төслийн баримтын архив), vznikl v roce 1984 jako Ústřední archiv konstrukčně-technické dokumentace, přejmenován a začleněn roku 2014
- Filmový, audiovisuální a fotoarchiv (Кино, гэрэл зураг, дуу авианы баримтын архив), vznikl roku 1960, takto nazván a organizován od roku 2014